# Red West
Robert Gene „Red“ West (* 8. März 1936 in Memphis, Tennessee; † 18. Juli 2017 ebenda) war ein US-amerikanischer Schauspieler, Stuntman, Sänger und Songwriter. Bekannt wurde er auch als langjähriger Weggefährte und Leibwächter von Elvis Presley. West gehörte zu Presleys stets präsentem Gefolge aus Mitarbeitern und alten Freunden, das von der Presse als „Memphis Mafia“ bezeichnet wurde.

## Leben
Robert Gene West kam 1936 in Memphis als Sohn von Lois und Newton Thomas West zur Welt. Er lernte bereits in der High School den ein Jahr älteren Elvis Presley kennen. Nachdem West Presley einmal vor den Schikanen anderer Schüler beschützt hatte, freundeten sich beide an.
Nach der Schule diente West im United States Marine Corps. Er war später bei den Golden Gloves als Amateurboxer aktiv und arbeitete auch als Karatelehrer. Ab 1955 war Red West für die aus Presley, Scotty Moore, Bill Black und später D. J. Fontana bestehende Band Blue Moon Boys als Fahrer aktiv. Nach dem Ende von Presleys Militärdienst 1960 war Red West gemeinsam mit seinem Cousin Sonny West als Leibwächter für Presley tätig. Über viele Jahre gehörte West zum von der Presse als „Memphis Mafia“ bezeichneten Gefolge des Künstlers, das aus seinen engsten Mitarbeitern und alten Freunden bestand. 1976 wurden Red und Sonny West sowie Dave Hebler von Presleys Vater Vernon Presley entlassen. Gemeinsam mit dem Journalisten Steve Dunleavy schrieben die drei das Enthüllungsbuch Elvis, What Happened?, das zwei Wochen vor Presleys Tod am 16. August 1977 erschien.
West war auch Autor oder Co-Autor von Presley-Liedern wie Separate Ways, If Every Day Was Like Christmas und If You Talk in Your Sleep. Er arbeitete auch mit Künstlern wie Ricky Nelson, Pat Boone und Johnny Rivers. Er veröffentlichte ab 1960 drei eigene Singles.
Ab Ende der 1950er Jahre war West außerdem in vielen größtenteils ungenannten Kleinstrollen schauspielerisch tätig. Er nahm Schauspielunterricht bei Jeff Corey. In den 1960er Jahren trat er oft an der Seite von Elvis Presley in dessen Filmen auf, auch hier mehrheitlich als Statist. In mehreren Film- und Fernsehproduktionen wirkte er außerdem als Stuntman. Von 1967 bis 1969 trat West in über 30 Episoden der Westernserie Verrückter wilder Westen in unterschiedlichsten Rollen auf. Ab 1977 wurde West durch seine Rolle als Sgt. Andrew „Andy“ Micklin in der Militär-Fernsehserie Pazifikgeschwader 214 einem größeren Publikum bekannt. Danach folgten zahlreiche Gastrollen in Fernsehserien wie Kampfstern Galactica, Quincy, Die Schnüffler, Magnum, Simon & Simon, Knight Rider, Ein Colt für alle Fälle, Das A-Team, Hardcastle & McCormick und Twilight Zone. Im Actionfilm Road House trat West 1989 an der Seite von Patrick Swayze als Red Webster auf. In kleineren Rollen war West auch in Oliver Stones Natural Born Killers (1994), Francis Ford Coppolas Gerichtsfilm Der Regenmacher (1997), dem Horrorfilm Ich weiß noch immer, was du letzten Sommer getan hast (1998), dem Filmdrama Spiel auf Sieg (2006) und der Romanze Safe Haven – Wie ein Licht in der Nacht (2013) zu sehen. Seine letzte Rolle übernahm West 2015 in einer Episode der Fernsehserie Nashville als Besitzer einer Bar.
West war von 1961 bis zu seinem Tod mit Pat West verheiratet. Aus der Ehe gingen zwei Söhne, darunter der ebenfalls schauspielerisch tätige John Boyd West, hervor. 
Red West starb am 18. Juli 2017 im Alter von 81 Jahren im Baptist Memorial Hospital seiner Geburtsstadt Memphis.

## In der Populärkultur
In John Carpenters Fernsehfilm Elvis – The King (1979) übernahm Robert Gray seine Rolle. Sein Sohn John Boyd West stellte ihn 2005 im Fernsehzweiteiler Elvis dar. In Baz Luhrmanns Filmbiografie Elvis (2022) wurde West vom Schauspieler Christian McCarty dargestellt. In Sofia Coppola Film Priscilla übernahm der Schauspieler Tim Dowler-Coltman seine Rolle.

## Filmografie (Auswahl)
Schauspieler
- 1958: The Californians (Fernsehserie, 1 Episode)
- 1959: Die Reise zum Mittelpunkt der Erde (Journey to the Center of the Earth)
- 1960: Titanen (Ice Palace)
- 1960: Bonanza (Fernsehserie, 1 Episode)
- 1960: Maverick (Fernsehserie, 1 Episode)
- 1960: Peter Gunn (Fernsehserie, 1 Episode)
- 1960: Je länger, je lieber (Tall Story)
- 1960: The Rebel (Fernsehserie, 1 Episode)
- 1960: Flammender Stern (Flaming Star)
- 1961: Lied des Rebellen (Wild in the Country)
- 1961: Blaues Hawaii (Blue Hawaii)
- 1962: Ein Sommer in Florida (Follow That Dream)
- 1962: Harte Fäuste, heiße Liebe (Kid Galahad)
- 1962: Spiel zu zweit (Two for the Seesaw)
- 1962: Girls! Girls! Girls!
- 1963: Ob blond, ob braun… (It Happened at the World′s Fair)
- 1963: Im Paradies ist der Teufel los (Palm Springs Weekend)
- 1963: Acapulco (Fun in Acapulco)
- 1964: Tolle Nächte in Las Vegas (Viva Las Vegas)
- 1964: Der Mörder mit der Gartenschere (Shock Treatment)
- 1964: Nur für Offiziere (The Americanization of Emily)
- 1964: König der heißen Rhythmen (Roustabout)
- 1965: Eine zuviel im Harem (John Goldfarb, Please Come Home!)
- 1965: Kurven-Lilli (Girl Happy)
- 1965: Cowboy Melodie (Tickle Me)
- 1965: Verschollen im Harem (Harum Scarum)
- 1966: Südsee-Paradies (Paradise, Hawaiian Style)
- 1966: Verhängnisvolle Fracht (The Navy vs. the Night Monsters)
- 1966: Sag niemals ja (Spinout)
- 1967: Nur nicht Millionär sein (Clambake)
- 1968: Kobra, übernehmen Sie (Mission: Impossible, Fernsehserie, 2 Episoden)
- 1968: Liebling, laß das Lügen (Live a Little, Love a Little)
- 1968: Big John macht Dampf (Something for a Lonely Man, Fernsehfilm)
- 1967–1969: Verrückter wilder Westen (The Wild Wild West, Fernsehserie, 35 Episoden)
- 1968–1975: Mannix (Fernsehserie, 35 Episoden)
- 1972: Fall Ivy Duncan (Adventures of Nick Carter, Fernsehfilm)
- 1973: Der Große aus dem Dunkeln (Walking Tall)
- 1975: Ein Mann nimmt Rache (Framed)
- 1975: Der Große aus dem Dunkeln, Teil 2 (Walking Tall Part II)
- 1975–1976: California Cops – Neu im Einsatz (The Rookies, Fernsehserie, 2 Episoden)
- 1975–1976: Der Sechs-Millionen-Dollar-Mann (The Six Million Dollar Man, Fernsehserie, 2 Episoden)
- 1977–1978: Pazifikgeschwader 214 (Baa Baa Black Sheep, Fernsehserie, 19 Episoden)
- 1978: Kampfstern Galactica (Battlestar Galactica, Fernsehserie, 1 Episode)
- 1979: The Duke (Fernsehserie, 1 Episode)
- 1979: The Wild Wild West Revisited (Fernsehfilm)
- 1979: The Concrete Cowboys (Fernsehfilm)
- 1979: Die Supertypen (Concrete Cowboys, Fernsehserie, 1 Episode)
- 1979, 1981: Quincy (Quincy, M. E., Fernsehserie, 2 Episoden)
- 1980: Sheriff Lobo (Fernsehserie, 1 Episode)
- 1980: When the Whistle Blows (Fernsehserie, 1 Episode)
- 1980: Die Schnüffler (Tenspeed and Brown Shoe, Fernsehserie, 1 Episode)
- 1980: Der Aufseher von Angel City (Angel City, Fernsehfilm)
- 1981, 1985: Magnum (Magnum, p.i., Fernsehserie, 2 Episoden)
- 1981, 1987: Simon & Simon (Fernsehserie, 2 Episoden)
- 1980: Trainer des Jahres (Coach of the Year, Fernsehfilm)
- 1982: Nixons rechte Hand – Der Fall G. Gordon Liddy (Will: The Autobiography of G. Gordon Liddy, Fernsehfilm)
- 1982: Knight Rider (Fernsehserie, 1 Episode)
- 1982–1986: Ein Colt für alle Fälle (The Fall Guy, Fernsehserie, 4 Episoden)
- 1983: Verfolgt bis in den Tod (Blood Feud, Fernsehfilm)
- 1983–1986: Das A-Team (The A-Team, Fernsehserie, 1 Episode)
- 1984: Hard Knox (Fernsehfilm)
- 1984: Hardcastle & McCormick (Hardcastle and McCormick, Fernsehserie, 1 Episode)
- 1986: Street Hunter (Charley Hannah, Fernsehfilm)
- 1986: Twilight Zone (The Twilight Zone, Fernsehserie, 1 Episode)
- 1987: Alamo – 13 Tage bis zum Sieg (The Alamo: Thirteen Days to Glory, Fernsehfilm)
- 1987: Ein Mann aus Stahl (Proud Men, Fernsehfilm)
- 1987: Die glorreichen Zwei (Houston Knights, Fernsehserie, 1 Episode)
- 1988: Die glorreichen Neun (Once Upon a Texas Train, Fernsehfilm)
- 1989: Gejagt bis in den Tod (Billy the Kid, Fernsehfilm)
- 1989: Road House
- 1989: Dirty War (Trapper County War)
- 1990: Die Abenteuer des Grizzly Adams (The Legend of Grizzly Adams)
- 1991: Hunter (Fernsehserie, 2 Episoden)
- 1991: Raw Nerve
- 1992: Die Serienmörderin (Prey of the Chameleon)
- 1992: Betty Lou – Der ganz normale Wahnsinn (The Gun in Betty Lou′s Handbag)
- 1992: Cop am Abgrund (From the Files of Joseph Wambaugh: A Jury of One, Fernsehfilm)
- 1994: Natural Born Killers
- 1994: Felony – Die CIA-Verschwörung (Felony)
- 1995: The Expert
- 1995: Flammen des Todes (Her Hidden Truth, Fernsehfilm)
- 1997: The P.A.C.K.
- 1997: Der Regenmacher (The Rainmaker)
- 1998: Ich weiß noch immer, was du letzten Sommer getan hast (I Still Know What You Did Last Summer)
- 1999: Cookie’s Fortune – Aufruhr in Holly Springs (Cookie’s Fortune)
- 2000: Ketten der Vergangenheit (Above Suspicion)
- 2000: Woman′s Story
- 2003: A Painted House (Fernsehfilm)
- 2003: Vampires Anonymous
- 2004: Almost Made
- 2005: Forty Shades of Blue
- 2006: Spiel auf Sieg (Glory Road)
- 2007: The Riches (Fernsehserie, 3 Episoden)
- 2008: Goodbye Solo
- 2009: Selfmade-Dad – Not macht erfinderisch (Father of Invention)
- 2011: Memphis Beat (Fernsehserie, 1 Episode)
- 2012: The Black Dove
- 2012: Um jeden Preis – At Any Price (At Any Price)
- 2013: Safe Haven – Wie ein Licht in der Nacht (Safe Haven)
- 2014: Rectify (Fernsehserie, 1 Episode)
- 2015: Nashville (Fernsehserie, 1 Episode)

Stuntman
- 1960: Spartacus
- 1960: Flammender Stern (Flaming Star)
- 1965: Cowboy Melodie (Tickle Me)
- 1965: Verschollen im Harem (Harum Scarum)
- 1967: Zoff für zwei (Double Trouble)
- 1967–1969: Verrückter wilder Westen (The Wild Wild West, Fernsehserie, 34 Episoden)
- 1968: Liebling, laß das Lügen (Live a Little, Love a Little)

## Diskografie
Singles
- 1960: Red West – F.B.I. Story / What Must I Do (Jaro International)
- 1960: Red West – My Thanks To You / Ain't Nobody Gonna Take My Place (Sonnet)
- 1961: Red West – Midnight Ride (Dot Records)

## Schrift
- Elvis, What Happened? Mit Steve Dunleavy, Sonny West, Dave Hebler; New York, Ballantine Books, 1977, ISBN 978-0-345-27215-7.